# Моссель, Жан-Луи Оливье
Жан-Луи Оливье Моссель (фр. Jean-Louis Olivier Mossel; 1770—1848) — французский военный деятель, артиллерист, дивизионный генерал (1807 год), барон (1808 год), участник революционных и наполеоновских войн.

## Биография
1 марта 1782 года поступил в качестве студента в артиллерийскую школу Шалона. 1 сентября 1783 года был выпущен в звании лейтенанта, и назначен в 4-ю роту конной артиллерии, затем в 5-ю 2-го полка конной артиллерии, и проходил службу в армии Вогезов и Рейнской армии. Был ранен ударом сабли в голову в июле 1793 года в авангардной стычке, после чего по его телу проехались австрийские кирасиры, что привело к перелому правой руки.
Произведён в капитаны 2-го класса 1 августа 1793 года, затем в главные капитаны 1 ноября следующего года. Он получает две сабельные удары при переправе через Рейн 24 июня 1796 года. 1 сентября 1796 года он покрывает себя славой в битве в окрестностях Ингольштадта, и получает 23 сентября поздравительное письмо от Директории.
23 апреля 1797 года производится в командиры эскадрона 2-го полка конной артиллерии. 22 сентября 1797 года получает тяжелую рану в правую ногу во время передвижения войск в окрестностях города Трир.
В начале 1799 года переводится в Итальянскую армию. Был ранен пулей в правое плечо 26 марта 1799 году в битве у Вероны, после чего, 5 мая 1799 года, повышается до звания полковника, и становится командиром 2-го полка конной артиллерии. С июня по сентябрь 1799 году доблестно защищает город Фенестрелле; на требования сперва австрийского генерала Лузиньяна, затем русского генерала Багратиона, о сдаче, отвечает категорическим отказом. 12 августа 1799 года, во время вылазки, отбрасывает противника вплоть до границ Италии, и захватывает несколько пленных. За эту прекрасную оборону города заслужил со стороны начальства самую лестную похвалу. В мае 1800 года зачислен в Резервную армию, 5 июля 1800 года назначен начальником штаба артиллерии Итальянской армии. В конце кампании 1801 года был назначен комиссаром, ответственными за обеспечение выполнения статей конвенции, заключенной между французами и австрийцами в Италии.
В 1803 году по просьбе Сульта зачислен в состав лагеря Сент-Омер, и служит в нём до конца августа 1805 года. 20 сентября 1805 года производится в бригадные генералы, и становится комендантом артиллерийской школы в Тулузе, 18 октября возглавляет артиллерию резервной кавалерии Великой Армии.
В 1806 году переведён в армию Неаполя, участвует в осаде Гаэты. С 29 июля по 15 октября 1806 года возглавляет артиллерию Наблюдательного корпуса Калабрии. 18 февраля 1807 года — командир артиллерии 1-го армейского корпуса Великой Армии, затем с 1 апреля 1807 года — 8-го корпуса. 15 июня 1807 года — дивизионный генерал. 28 ноября 1807 года возглавил артиллерию в корпусе маршала Бернадота.
29 января 1808 года назначен комендантом артиллерийской школы в Гренобле, с сохранением прежней должности. 8 апреля 1809 года — командир артиллерии 9-го корпуса Армии Германии. Отличился в сражении при Ваграме. 30 ноября того же года был назначен командиром артиллерии 8-го корпуса Армии Испании, однако в письме к военному министру от 6 декабря отказался от этой должности. С 3 января 1810 года находился без служебного назначения, 24 января 1811 года вышел в отставку.
Вернулся к активной службе в период «Ста дней», и 20 апреля 1815 года возглавил артиллерию Наблюдательного корпуса в Лионе. После поражения Императора, 1 августа 1815 года окончательно вышел в отставку.

## Воинские звания
- Лейтенант (1 сентября 1783 года);
- Капитан (1 августа 1793 года);
- Командир эскадрона (23 апреля 1797 года);
- Полковник (5 мая 1799 года);
- Бригадный генерал (20 сентября 1805 года);
- Дивизионный генерал (15 июня 1807 года).

## Титулы
- Барон Моссель и Империи (фр. baron Mossel et de l'Empire; декрет от 19 марта 1808 года, патент подтверждён 26 октября 1808 года)

## Награды
- Легионер ордена Почётного легиона (11 декабря 1803 года);
- Офицер ордена Почётного легиона (14 июня 1804 года);
- Коммандан ордена Почётного легиона (25 декабря 1805 года).